# Lycianthes cyathocalyx
Lycianthes cyathocalyx är en potatisväxtart som först beskrevs av Henri Ferdinand Van Heurck och Johannes Müller Argoviensis och som fick sitt nu gällande namn av Friedrich August Georg Bitter.
Lycianthes cyathocalyx ingår i Himmelsögonsläktet som ingår i familjen potatisväxter. Inga underarter finns listade i Catalogue of Life.